# Airbus A400M

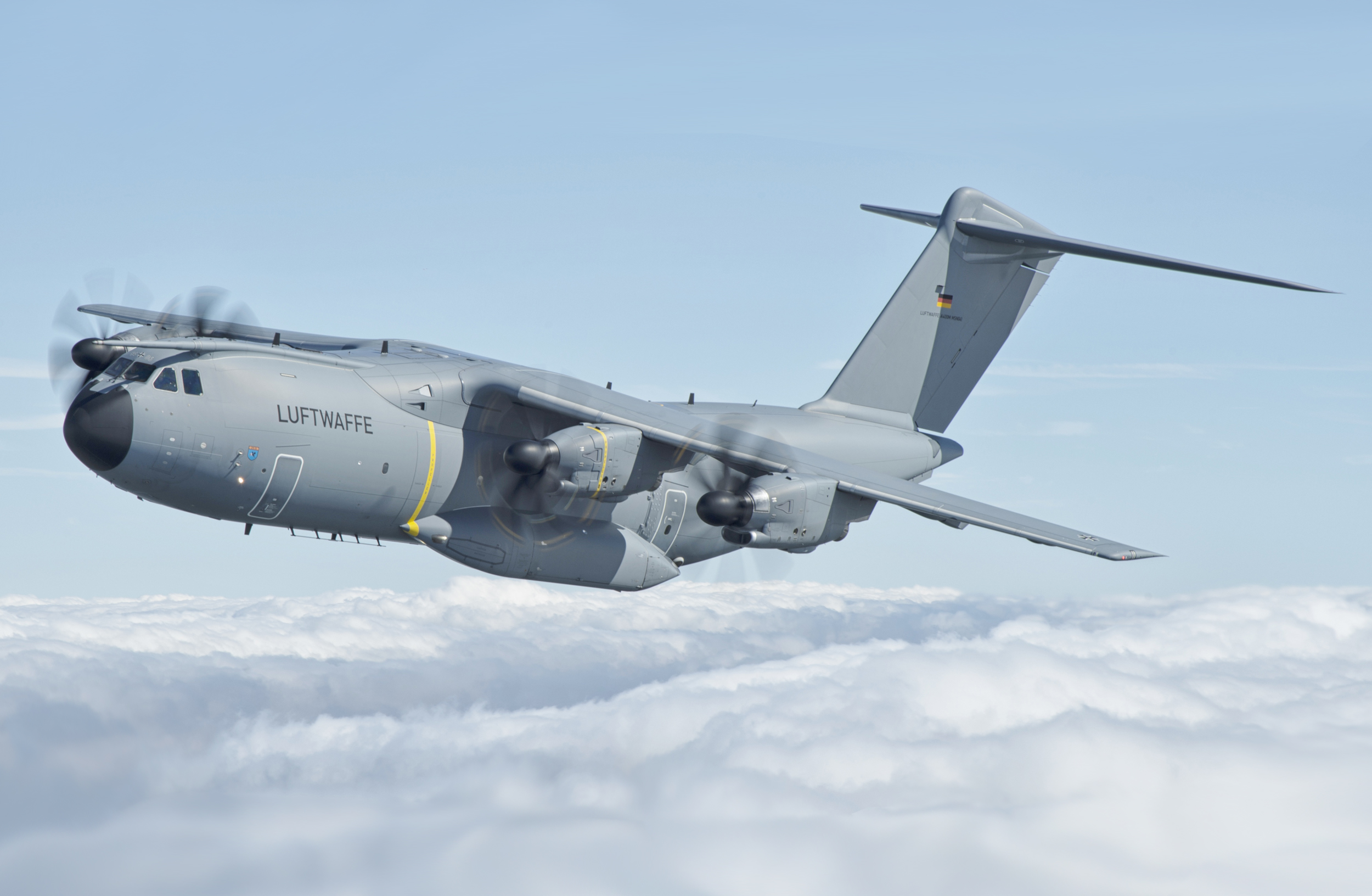
Um Airbus A400M alemão.

O Airbus A400M Atlas é um avião equipado com 4 motores TP400-D6, desenvolvido pela Airbus Military (Airbus Defence and Space, após a reestruturação das divisões da Airbus em janeiro de 2014), para atender a demanda de aviões de transporte militar tático.

## Programa
O programa A400M foi lançado em maio de 2003 com uma encomenda de 180 aviões para 7 países da OTAN. A África do Sul se juntou ao programa em abril de 2005 com uma encomenda de 8 aviões. Em dezembro de 2005, a Malásia encomendou 4 aeronaves, levando as encomendas totais na ocasião para 192 unidades. A previsão era que o A400M fizesse seu voo inaugural no início de 2008, com as entregas se iniciando em 2009.

### Atrasos
O seu primeiro voo só ocorreu em dezembro de 2009, com quase dois anos de atraso, em Sevilha, na Espanha. Com isso, as primeiras entregas passaram a ser previstas para 2012 e 2013. No final de 2009, a África do Sul cancelou seu pedido de 8 unidades, enquanto isso, outros países refaziam seus planos de logística e financeiros, já que os atrasos se sucediam e o preço do avião subiu consideravelmente.

### Primeira entrega
Em 30 de setembro de 2013, a Airbus entregou a primeira unidade. Foi para a França, que confirmou os 50 pedidos previstos, sendo 15 de imediato.

## Números relativos ao avião
- Custo por unidade: 100 milhões de euros.[4]
- Aviões encomendados: 100 estão no serviço ativo, até setembro de 2021, de um total de 176 encomendados.[5]

## Variantes
- A400M Grizzly – Cinco protótipos e uma de desenvolvimento, um sexto protótipo foi cancelado.
- A400M-180 Atlas – Variante de produção.

## Operadores
| Data                   | País        | Pedidos      | Entregas | Data de integração | Notas |
| ---------------------- | ----------- | ------------ | -------- | ------------------ | --- |
| 27 de maio de 2003     | Alemanha    | 53           | 37       | Dezembro de 2014   | Pedidos reduzidos de 60 para 53 (mais 7 opções), e 10 sendo integrados em uma aliança de transporte internacional.                                                 |
| 27 de maio de 2003     | França      | 50           | 19       | Agosto de 2013     | |
| 27 de maio de 2003     | Espanha     | 27           | 13       | Novembro de 2016   | Orçamento original de €3,453M aumentado para €5,493M em 2010. A entrega de 13 aeronaves foi adiada até 2025-2030.                                                  |
| 27 de maio de 2003     | Reino Unido | 22           | 21       | Novembro de 2014   | Pedido reduzido de 25 para apenas 22. Uma compra adicional está planejada para o final dos anos de 2020.                                                           |
| 27 de maio de 2003     | Turquia     | 10           | 10       | Abril de 2014      | A Turquia completou a sua frota com a entrega da sua décima unidade.                                                                                               |
| 27 de maio de 2003     | Bélgica     | 7            | 6        | Dezembro de 2020   | |
| 27 de maio de 2003     | Luxemburgo  | 1            | 1        | Outubro de 2020    | Estacionada na Bélgica como parte de uma frota binacional. |
| 8 de dezembro de 2005  | Malásia     | 4            | 4        | Março de 2015      | Primeira nação não OTAN a comprar o A400M. O último entregue em março de 2017.                                                                                     |
| 1 de setembro de 2021  | Cazaquistão | 2            | 0        | Esperado para 2024 | Entregas agendadas para 2024 |
| 18 de novembro de 2021 | Indonésia   | 2 (4 opções) | 0        | Desconhecido       | Dois A400M encomendados para aumentar a capacidade de de transporte de carga militar do país; uma carta de intenção contêm opção para quatro aeronaves adicionais. |
| Total                  |             | 178          | 110      |                    | |